# Nagurus nakadoriensis
Nagurus nakadoriensis är en kräftdjursart som beskrevs av Nunomura 1991. Nagurus nakadoriensis ingår i släktet Nagurus och familjen Trachelipodidae. Inga underarter finns listade i Catalogue of Life.